# Cephalozia lunulifolia
Cephalozia lunulifolia là một loài rêu tản trong họ Cephaloziaceae. Loài này được (Dumort.) Dumort. miêu tả khoa học lần đầu tiên năm 1835.